# Creem
Creem (cuja marca registrada é popularmente conhecida como CREEM - apesar de aparecer na revista com letras minúsculas), "A única Revista de Rock 'n' Roll da América", era uma revista mensal de rock 'n' roll, publicada pela primeira vez em março de 1969 por Barry Kramer e pelo editor Tony Reay. A Revista suspendeu a sua produção em 1989, mas continuou fazendo uma publicação, de proporções menores, no começo dos anos 90, como um tablóide. Lester Bangs, citado às vezes como o "O melhor Crítico de Rock dos Estados Unidos", tornou-se o editor da Revista em 1971. Acredita-se que os termo "punk rock"  e "heavy metal" tenham surgidos na publicação.

## História
Creem foi fundada em Detroit, no Michigan, e mais tarde em Birmingham. Essa separação geográfica da indústria do entretenimento nos Estados Unidos, focado primeiramente em Hollywood e Nova Iorque, juntamente com a educação britânica de um de seus editores, resultou em uma certa irreverência, um tom depreciativo e bem-humorado, que permaneceu na Revista até o fim de sua existência.
A revista tornou-se famosa pelas legendas cômicas de suas fotos, que fazia uma espécie de piada com as estrelas do Rock da época, com a indústria, e até mesmo com a própria revista. Sua locação também era boa, fazendo com que a revista pudesse fazer a cobertura de muitos artistas populares da área de Detroit, tais como Bob Seger, Mitch Ryder, Alice Cooper, MC5, The Stooges, Iggy Pop e até mesmo do Parliament-Funkadelic.

## Influência
Creem conseguiu captar o começo do movimento punk rock (sendo que muitos dizem que a revista, e especialmente Lester Bangs, a conceituar, se não inventar) e também do New wave. A revista também expôs artistas de renome, como Lou Reed, David Bowie, Roxy Music, Blondie e The New York Dolls,  à popularização.
No começo dos anos 80, a revista começou também a fazer cobertura de novos ícones do rock, como R.E.M., The Replacements, The Smiths, The Cure, entre muitos outros. A revista foi também uma das primeiras a exaltar a qualidade e o dinamismo de bandas diversas bandas de metal, tais como Motörhead, Kiss, Judas Priest e Van Halen. O músico Kurt Cobain, guitarrista e vocalista do Nirvana, foi um dos ávidos leitores da Creem que, em 1989, foi obrigado a dizer adeus à revista que o ensinou punk rock quando criança.

## Pessoal
Alguns dos escritores e editores da revista Creem incluíam Lester Bangs, os editores do início de formação Dave Marsh, Billy Altman, John Morthland, Ben Edmonds, Ed Ward, Richard Riegel, Ric Siegel, Robert Christgau, Richard Meltzer, Nick Tosches, Greil Marcus, Jeffrey Morgan, Richard C. Walls, Rob Tyner, Patti Smith, Peter Laughner, Cameron Crowe, Linda Barber, Charlie Auringer, Jaan Uhelszki, Penny Valentine, Susan Whitall, John "The Mad" Peck, Robot A. Hull, Edward Kelleher (mais conhecido como Edouard Dauphin), Rick Johnson, Bruce Malamut, Lotta D. Blooz, John Mendelssohn, Jon Young, Lisa Robinson, Vicki Arkoff, Deborah Frost, Cynthia Rose, Sylvie Simmons, Gregg Turner, Chuck Eddy, Mark J. Norton, Dave DiMartino, Alan Niester, Robert Duncan e, principalmente, Bill Holdship e John Kordosh (que, no final dos anos 80, foram os últimos dois homens a editar a revista).
A revista mudou a sua base de operação para Los Angeles, pouco tempo antes de cessar as suas publicações. Holdship e Kordosh também estavam envolvidos com a revista, quando esta mudou-se para Los Angeles após ser comprada por Arnold Levitt. Entretanto, Holdship e Kordosh estavam para abandonar a revista quando ela mudou-se para Nova Iorque e, principalmente, quando Levitt licensiou o nome para uma editora lá, em seu último legado.
O ex-agente William Morris e Mark J. Petracca, um músico e jornalista, mais conhecido como Dusty Wright, tornaram-se editor durante a curta estadia da revista em Nova Iorque, de 1992 a 1993. Chris Nadler foi o último editor antes da revista chegar ao fim.

## Design Gráfico
O logo da CREEM foi feito por Bob Wilson, que também escreveu uma história em quadrinhos, "Mike and Barney". Os ícones "Mr. Dreamwhip" e "Boy Howdy" foram desenhados por Robert Crumb, um cartunista underground. Ambos apareceram na capa do segundo lançamento, fazendo desenhos em preto e branco, intitulado Detroit 1969. Para o lançamento de dezembro de 1971, Wilson coloriu os desenhos, que apareceu em cada lançamento da revista, fazendo uma paródia do então popular "Dewar's Profiles", que trazia músicos e bandas segurando latinhas de cerveja "Boy Howdy".

## Disputa
Robert Matheu, fotógrafo da revista Creem desde 1977, e seus companheiros Ken Kulpa e Jason Turner, que formaram a Creem Media, Inc. em 2001, fizeram uma ressurreição online com novo material.
Matheu e Brian J. Bowe, editores originais da website do Creem, compilou uma antologia de artigos e fotografias da revista em um livro publicado pela HarperCollins em outubro de 2007. Houve uma controvérsia envolvendo o livro e a seleção de material, entretanto ele rendeu bastante críticas positivas.
Atualmente, ainda existe uma disputa sendo contestada entre J.J. Kramer, um advogado de Nova Iorque, com Barry Kramer, o filho do fundador da Creem, e a Creem Media, Inc.